# أندري أولينيك
أندري أولينيك (بالأوكرانية: Олійник Андрій Петрович)‏ هو لاعب كرة قدم أوكراني في مركز الهجوم، ولد في 5 أغسطس 1983. لعب مع FC Kalush ‏.

## وصلات خارجية
- أندري أولينيك على موقع اتحاد أوكرانيا (الإنجليزية)
- أندري أولينيك على موقع قاعدة بيانات كرة القدم.إي يو (الإنجليزية)